# Espe Air
Espe Air nebo také Espe Air Prague byla charterová česká letecká společnost, provozovala také vyhlídkové lety či leteckou školu.

## Historie
Vznikla 29. října 1991, jejími zakladateli byli Pavel Solanský a jeho dcera Renata Solanská. Nejprve prováděla vyhlídkové lety a letecký výcvik s letouny Zlin Z-42. V březnu 1993 zakoupila první stroj Iljušin Il-62 od ČSA, zahajovací let se konal 11. května, stroj letěl z pražské Ruzyně do řecké Soluně (Thessaloniki International Airport).
Společnost neměla vlastní kód - létala tak pod kódem ČSA, i personál byl pronajímaný od ČSA. Letadla byla využívána zejména společností Humanita (její logo nesl na trupu OK-FBF) a cestovní kanceláří Patenidis Tours. Podnikání ve velké dopravě se Espe Air nedařilo a tak vrátila po necelém roce provozu oba Iljušiny, ty byly později byly odkoupeny společností Georgia Air Prague. Espe Air se k velké letecké dopravě již nikdy nevrátila a definitivně ukončila činnost v roce 2000.

## Flotila

### Celkově
Ensor Air za celou svou dobu působení provozovala následujících 9 letounů:
| Letadlo       | Počet | Zařazeno           | Vyřazeno                             | Cestující      | Poznámky                                                                            | Imatrikulace |
| ------------- | ----- | ------------------ | ------------------------------------ | -------------- | ----------------------------------------------------------------------------------- | ------------ |
| Robinson R22  | 1     | 6. května 1992     | ?                                    | 2              | Zničen 19. prosince 1999.                                                           | OK-XIB       |
| Robinson R22  | 1     | 30. listopadu 1993 | 29. září 2009 (výmaz z restříku)     | 2              | Po vymazání z českého rejstříku OM-NZM.                                             | OK-YIJ       |
| Robinson R22  | 1     | 20. října 1994     | ?                                    | 2              |                                                                                     | OK-ZIN       |
| Robinson R44  | 1     | 23. března 1994    | 7. února 2005 (výmaz z restříku)     | 4              | Po vymazání z českého rejstříku v r. 2005 D-HFCF.                                   | OK-YIK       |
| Zlín Z-43     | 1     | 15. října 1992     | 14. července 2010 (výmaz z restříku) | 2              |                                                                                     | OK-XOH       |
| Zlin Z-242    | 1     | 11. února 1993     | 8. července 2008 (výmaz z restříku)  | 2              | Pozdější provozovatel Letecká škola BEMOAIR s.r.o..                                 | OK-YNB       |
| Zlin Z-242    | 1     | 1993               | ?                                    | 2              | Prodán do Slovinska jako S5-DMD.                                                    | OK-YNC       |
| Iljušin Il-62 | 1     | 12. března 1993    | 28. listopadu 1993                   | 174 (pasažérů) | Odkoupeny od ČSA, které je odstavilo pro přebytečnost, později u Gergia Air Prague. | OK-FBF       |
| Iljušin Il-62 | 1     | 18. května 1993    | 21. března 1994                      | 174 (pasažérů) | Odkoupeny od ČSA, které je odstavilo pro přebytečnost, později u Gergia Air Prague. | OK-GHB       |
| Celkem        | 9     |                    |                                      |                |                                                                                     |              |